# Johann Karl Theodor von Brabeck
Johann Karl Theodor von Brabeck (Hamm, 19 luglio 1738 – Höxter, 25 ottobre 1794) è stato un vescovo cattolico e abate tedesco.
Dal 1776 al 1794 fu principe-abate e principe-vescovo di Corvey. Fu il primo principe-vescovo della diocesi di Corvey.

## Biografia
Membro della nobile famiglia dei baroni Brabeck, Johann Karl Theodor incominciò la vita ecclesiastica nell'abbazia benedettina di Corvey, dove compì il proprio noviziato. Nel 1762 venne ordinato sacerdote a Hildesheim.
Nel 1776, venne prescelto quale principe-abate di Corvey e da quel momento si impegnò instancabilmente perché l'abbazia venisse elevata al rango di diocesi, emancipandosi dalla sede episcopale di Paderborn da cui da secoli dipendeva, cosa che gli riuscì in parte già nel 1779 quando l'abbazia venne riconosciuta esente (nullius diocesis) con giurisdizione sulle 10 parrocchie già di pertinenza del principato abbaziale. I suoi desideri vennero infine accolti nel 1792 ed egli ne divenne il primo principe-vescovo.
Morì nel 1794 dopo appena due anni dalla sua nomina a vescovo e venne sepolto nell'abbazia di Corvey.